# Askgravlund

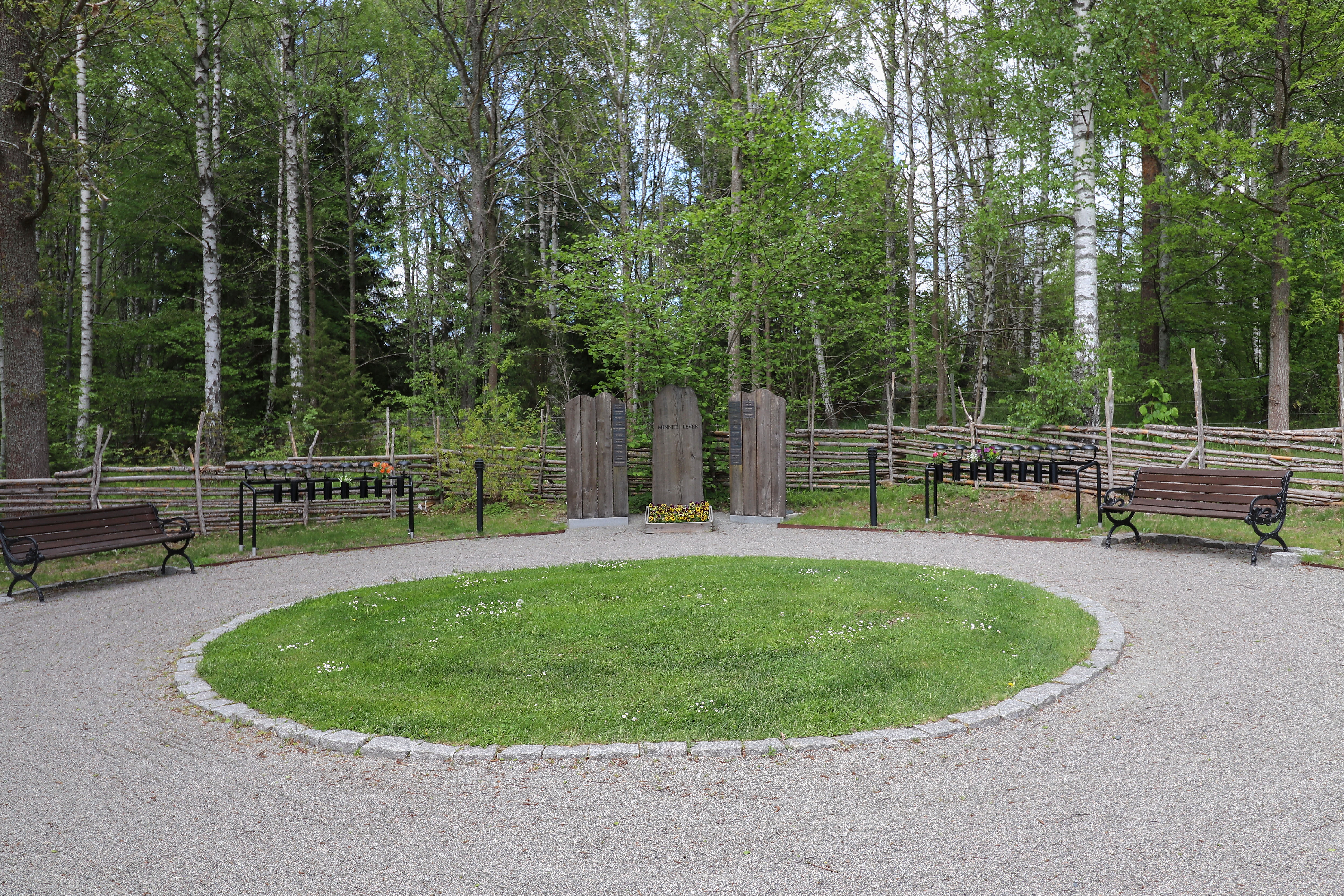
Askgravlunden på Emmaboda kyrkogård

En askgravlund eller asklund är i Sverige en mindre anonym variant av minneslund för begravning av bortgångna. Efter kremering sänks urnor med kvarlevorna ner i asklunden, vilket kan ske i de anhörigas närvaro till skillnad från i en traditionell minneslund. Platsen för nedsänkning markeras inte, men asklunden anger de begravdas namn. Då begreppet asklund inte är rättsligt definierat kan variationer mellan olika kyrkogårdar förekomma, och långt ifrån alla erbjuder ännu denna begravningsform.